# Tim Maciejewski
Tim Luis Maciejewski (sinh ngày 5 tháng 3 năm 2001) là một cầu thủ bóng đá người Đức thi đấu ở vị trí tiền vệ cho câu lạc bộ Union Berlin.